# Prosopocera parallela
Prosopocera parallela är en skalbaggsart som beskrevs av Stefan von Breuning 1936. Prosopocera parallela ingår i släktet Prosopocera och familjen långhorningar.
Artens utbredningsområde är Angola. Inga underarter finns listade i Catalogue of Life.